# Universidad de Georgetown
La Universidad de Georgetown (en idioma inglés Georgetown University) es una universidad privada de investigación confiada a la Compañía de Jesús, ubicada en Washington D. C., Estados Unidos. Fundada por el obispo John Carroll en 1789, es la institución católica de educación superior más antigua del país, la universidad más antigua de Washington D. C. y la primera universidad en recibir una carta federal en los Estados Unidos.
La universidad cuenta con once escuelas de educación superior, tanto de pregrado como de posgrado. Su campus principal, situado en el histórico barrio de Georgetown, se encuentra en una colina sobre el río Potomac y es reconocible por Healy Hall, un Hito Histórico Nacional. Georgetown está clasificada dentro del grupo R1: Universidades Doctorales – Muy alta actividad investigadora. Ofrece programas de grado en cuarenta y ocho disciplinas y matrícula, en promedio, a 7500 estudiantes de pregrado y 10 000 de posgrado, provenientes de más de 135 países. Sus equipos deportivos, conocidos como los Hoyas, incluyen un equipo de baloncesto masculino que compite en la Big East Conference.
Entre sus exalumnos notables se cuentan 32 becarios Rhodes, 46 becarios Marshall, 33 becarios Truman, 565 becarios Fulbright, 10 multimillonarios vivos, 26 gobernadores de los Estados Unidos, 2 jueces de la Corte Suprema de los Estados Unidos, 2 presidentes de los Estados Unidos y 116 miembros del Congreso de los Estados Unidos, incluidos 26 senadores. Asimismo, la universidad ha formado a miembros de la realeza internacional y a más de una docena de jefes de Estado extranjeros. Georgetown ha educado a más diplomáticos estadounidenses que cualquier otra universidad, incluyendo al menos 92 embajadores de los Estados Unidos, así como a numerosos políticos y funcionarios públicos del país.

## Historia

### Fundación

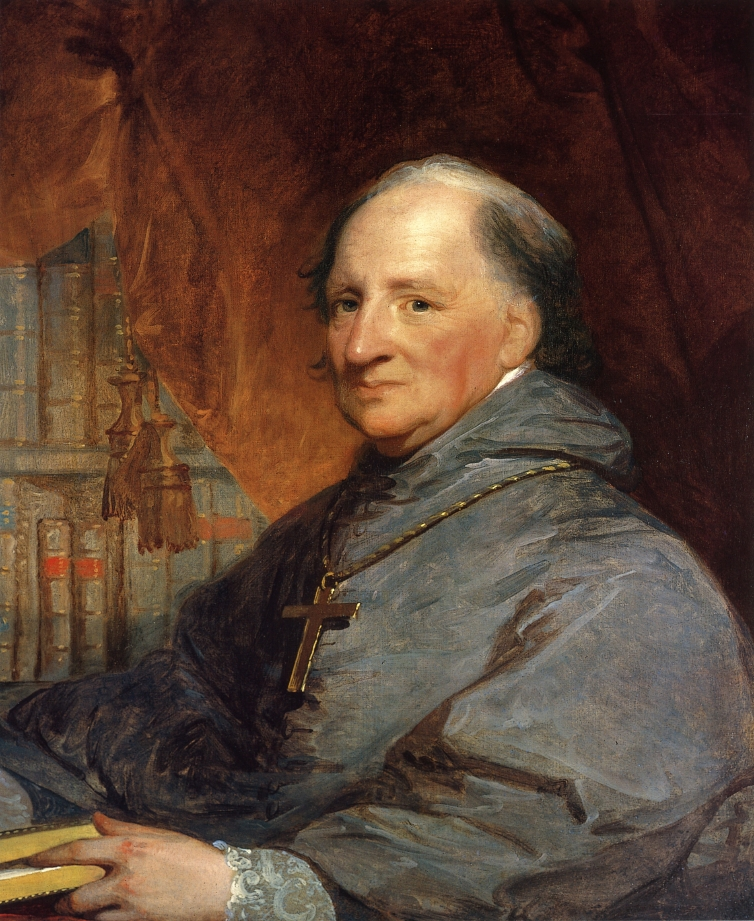
John Carroll, primer arzobispo de Baltimore y fundador de la Universidad de Georgetown en 1789

En 1634, colonos jesuitas de Inglaterra fundaron la provincia de Maryland en la América británica colonial. En 1646, la derrota de los realistas en la guerra civil inglesa provocó la imposición de estrictas leyes contra la educación católica y la extradición de los jesuitas conocidos en la colonia, incluido el misionero Andrew White, así como la destrucción de su escuela en Calverton Manor. Durante la mayor parte del resto del período colonial de Maryland, los jesuitas dirigieron escuelas católicas de manera clandestina. Tras el fin de la guerra de Independencia de los Estados Unidos, se hicieron realidad los planes para establecer una institución católica permanente de educación en el país.
Por recomendación de Benjamin Franklin, el papa Pío VI nombró al exjesuita John Carroll como el primer líder de la Iglesia católica en los Estados Unidos, a pesar de que la orden jesuita seguía suprimida por el papado. Carroll inició reuniones con el clero local en 1783 cerca de Annapolis, donde organizaron el desarrollo de una nueva universidad. El 23 de enero de 1789, Carroll finalizó la compra de la propiedad en Georgetown sobre la cual más tarde se construiría el Dahlgren Quadrangle. El futuro congresista William Gaston se inscribió como el primer estudiante de la escuela el 22 de noviembre de 1791, y la instrucción comenzó el 2 de enero de 1792.

### SigloXIX
Durante sus primeros años, el Colegio de Georgetown sufrió una considerable crisis financiera. La Sociedad de Jesús en Maryland inició su restauración en 1805, y la afiliación jesuita, en forma de docentes y administradores, reforzó la confianza en la institución. La escuela dependía de fuentes privadas de financiación y de los escasos beneficios provenientes de tierras donadas a los jesuitas. Para recaudar fondos para Georgetown y otras instituciones en 1838, los jesuitas de Maryland llevaron a cabo la venta masiva de aproximadamente 272 esclavos a dos plantaciones en Maringouin, Luisiana, provenientes de sus seis propiedades en Maryland, poniendo fin a su participación en la esclavitud.
El presidente James Madison firmó la carta congresional de Georgetown el 1 de marzo de 1815, estableciendo la primera universidad con reconocimiento federal, lo que le permitió otorgar títulos, con los primeros títulos de bachillerato conferidos dos años después.
En 1844, la institución recibió un estatuto corporativo bajo el nombre de The President and Directors of Georgetown College, lo que otorgó derechos legales adicionales a la creciente escuela. En respuesta a la demanda de una opción local para estudiantes católicos, se fundó la Escuela de Medicina en 1851.

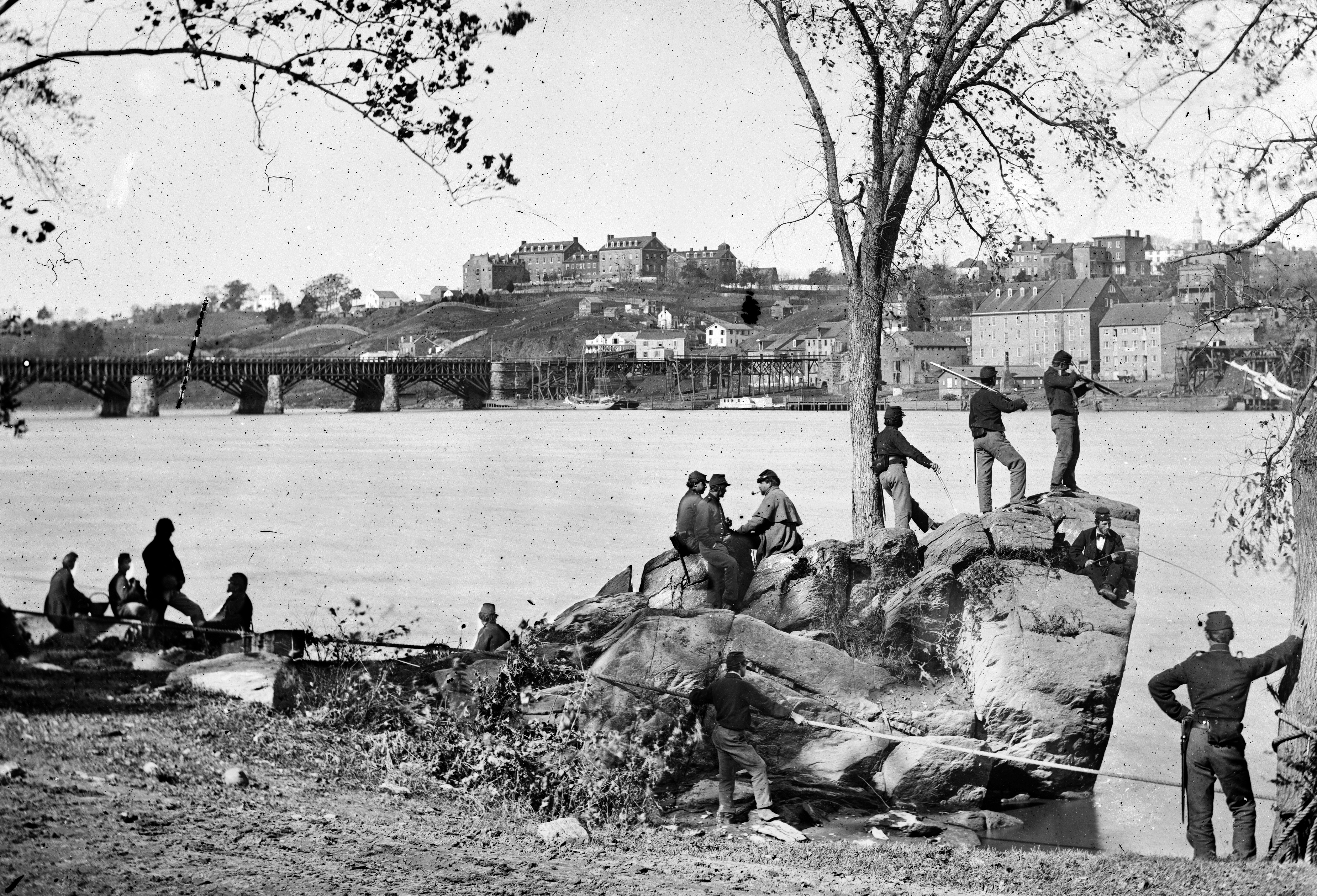
Soldados del Ejército de la Unión en la isla Theodore Roosevelt, con el río Potomac y la universidad visibles al fondo en 1861, al comienzo de la guerra civil estadounidense

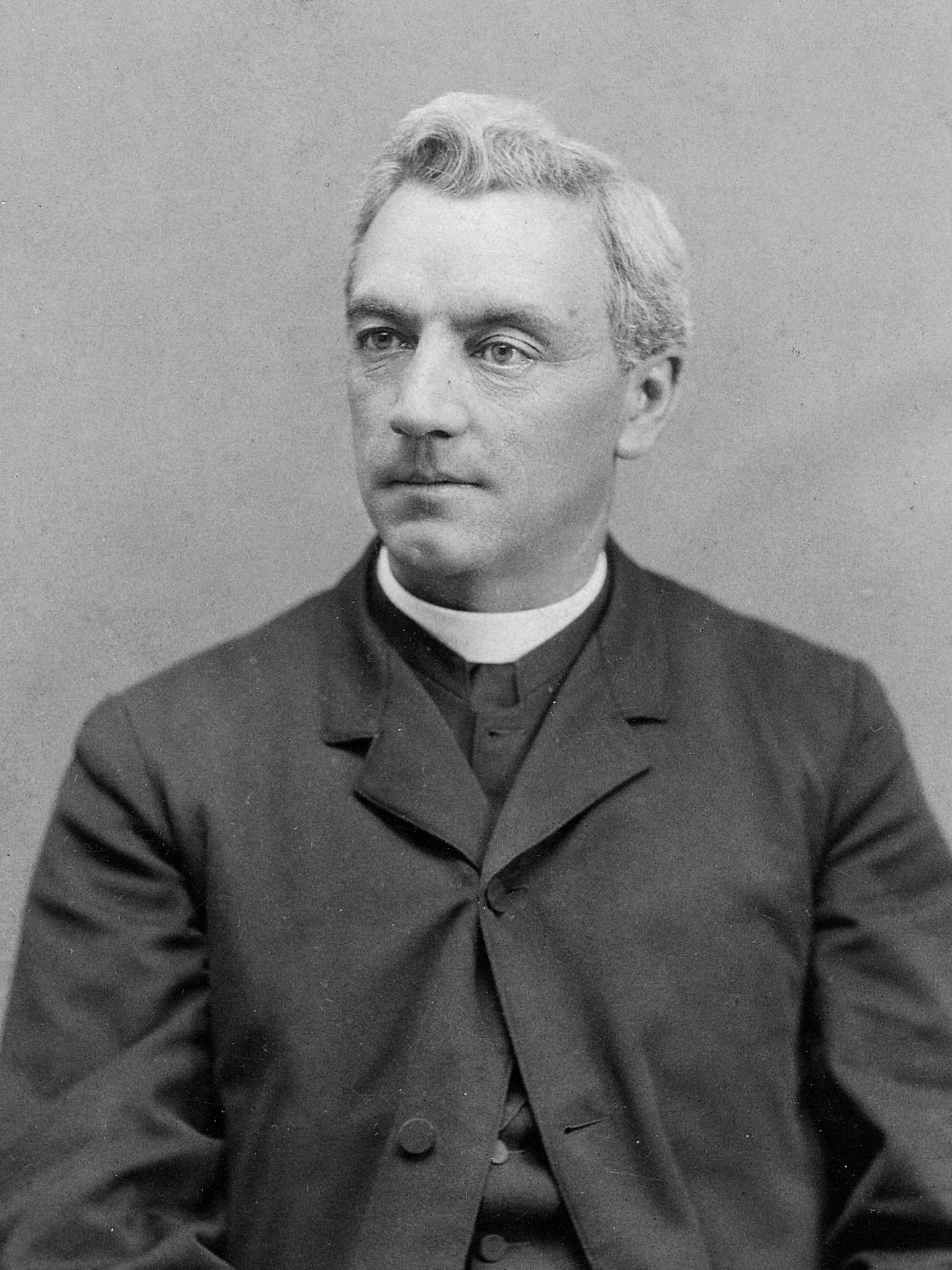
Patrick Francis Healy, el primer afroamericano en convertirse en jesuita, ayudó a transformar la escuela en una universidad moderna después de la Guerra de Secesión

La guerra de Secesión tuvo un gran impacto en Georgetown, ya que 1141 estudiantes y exalumnos se alistaron en ambos bandos del conflicto, y el Ejército de la Unión requisó edificios universitarios para defender la capital de un posible ataque confederado. Para cuando el presidente Abraham Lincoln visitó el campus en mayo de 1861, 1400 soldados estaban acuartelados temporalmente allí. Las pérdidas humanas en la guerra causaron que el número de estudiantes matriculados se mantuviera bajo hasta mucho después del conflicto. Solo siete estudiantes se graduaron en 1869, en comparación con más de 300 en la década anterior. Cuando el Georgetown College Boat Club, el equipo de remo de la universidad, fue fundado en 1876, adoptó dos colores: azul, representando los uniformes de la Unión, y gris, representando los uniformes confederados. Estos colores simbolizaban la convivencia pacífica entre estudiantes con lealtades diversas.
La matrícula no se recuperó hasta finales del siglo XIX, durante la presidencia de Patrick Francis Healy (1873-1881). Nacido en Atenas, Georgia, como esclavo según la ley, pero de ascendencia multirracial, Healy fue la primera persona de ascendencia africana en dirigir una universidad predominantemente blanca en Estados Unidos. Se identificaba como católico irlandés, como su padre, y fue educado en instituciones católicas en Estados Unidos y Francia. Se le atribuye la reforma del currículo de pregrado, la ampliación de los programas de medicina y derecho y la creación de la Asociación de Exalumnos. Uno de sus mayores proyectos fue la construcción de un nuevo edificio emblemático, que posteriormente fue nombrado Healy Hall en su honor. Por su labor, Healy es conocido como el "segundo fundador" de la universidad.
En 1870, tras la fundación del Departamento de Derecho, Healy y sus sucesores buscaron integrar las escuelas profesionales en una universidad y centrarse en la educación superior.

### SigloXX
En 1901, la Escuela de Medicina añadió una facultad de odontología, y en 1903 se fundó la Escuela de Enfermería. En 1919, el Georgetown Preparatory School se trasladó fuera del campus y se separó completamente de la universidad en 1927.
La Escuela de Servicio Exterior (School of Foreign Service, SFS) fue fundada en 1919 por Edmund A. Walsh para preparar a los estudiantes en liderazgo diplomático y comercio internacional. En 1956, la Escuela de Odontología se independizó de la Escuela de Medicina. La Escuela de Negocios se separó de la SFS en 1957 y fue renombrada como la Escuela McDonough de Negocios (McDonough School of Business, MSB) en 1998 en honor al exalumno Robert E. McDonough.
La universidad también amplió sus recursos y número de estudiantes. La Escuela de Enfermería admitió a mujeres desde su fundación, y la mayoría de las clases universitarias estuvieron disponibles para mujeres de manera limitada a partir de 1952. Con la admisión de mujeres en el Colegio de Artes y Ciencias en 1969-1970, Georgetown se convirtió en una institución completamente mixta.
En 1962, se fundó el Center for Strategic and International Studies (CSIS) como un centro de estudios estratégicos en Georgetown. Henry Kissinger, tras su retiro como Secretario de Estado de los Estados Unidos en 1977, impartió clases en la SFS y utilizó el CSIS como su base en Washington. En 1986, la universidad rompió lazos con el CSIS debido a diferencias en la dirección académica y la competencia por financiamiento.
En 1975, Georgetown estableció el Center for Contemporary Arab Studies, financiado por Estados Unidos, Arabia Saudita, Omán y Libia. Más tarde devolvió los fondos recibidos del gobierno libio y de Irak. En 1989, en su bicentenario, Georgetown eligió como presidente a Leo J. O'Donovan, S.J., quien lanzó la Third Century Campaign para ampliar el fondo de dotación de la universidad.

### SigloXXI
En 2003, Georgetown completó la campaña tras recaudar más de mil millones de dólares para becas, cátedras académicas y nuevos proyectos.
En 2005, se inauguró el campus de la SFS en Catar dentro del proyecto en la Ciudad de la Educación de Doha. Entre 2012 y 2018, la universidad recibió más de 350 millones de dólares de países del Consejo de Cooperación del Golfo incluyendo a Arabia Saudita, Catar y los Emiratos Árabes Unidos.
Ese mismo año, el príncipe saudita Alwaleed bin Talal donó 20 millones de dólares a la universidad para expandir el Prince Alwaleed Bin Talal Center for Muslim-Christian Understanding.
John J. DeGioia fue el primer presidente laico de la universidad (2001-2024). Bajo su liderazgo, Georgetown continuó su modernización financiera y promovió el diálogo interreligioso.

## Academia

### Programas de maestría y doctorado

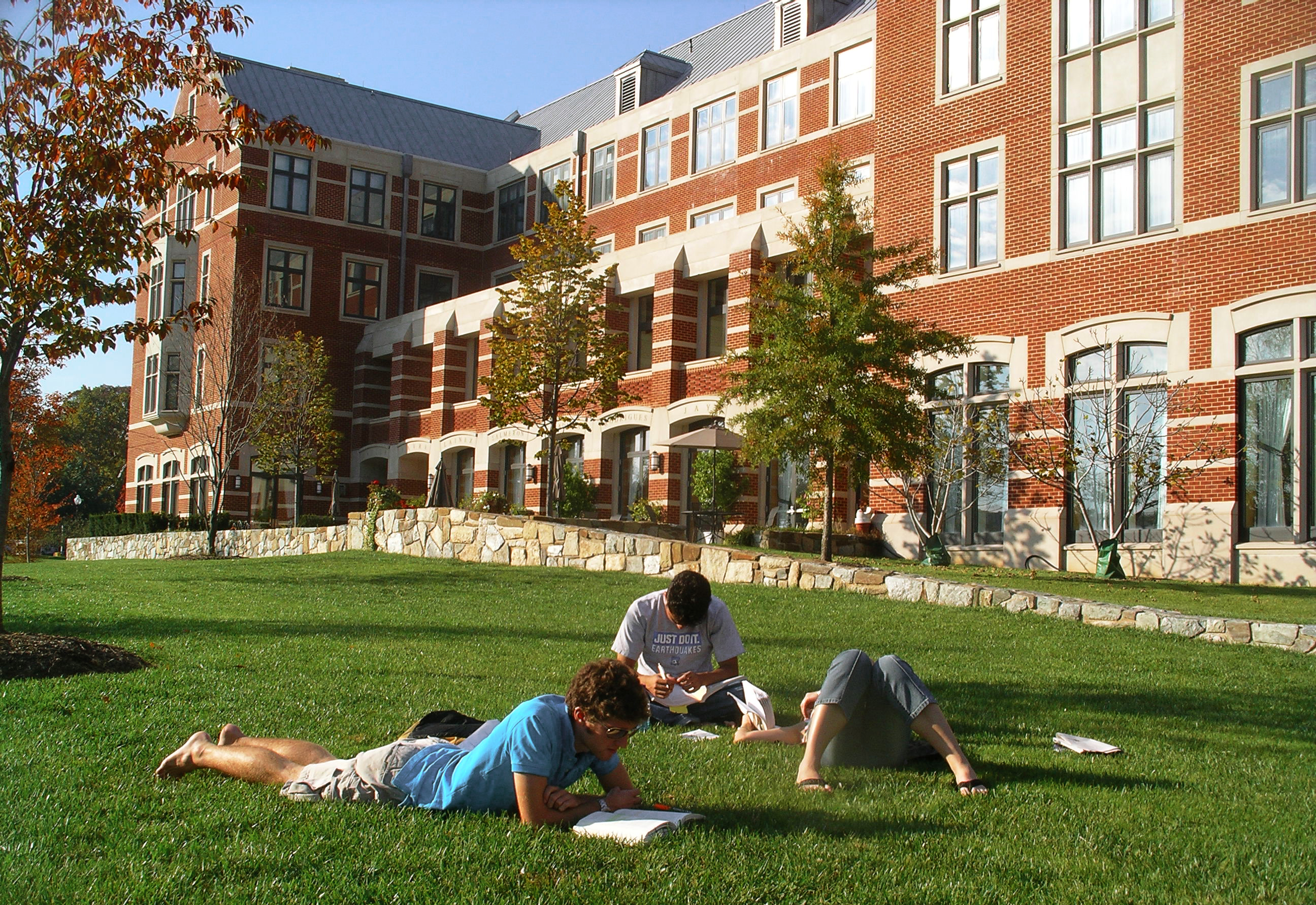
Estudiantes estudiando afuera de la residencia jesuita Wolfington Hall

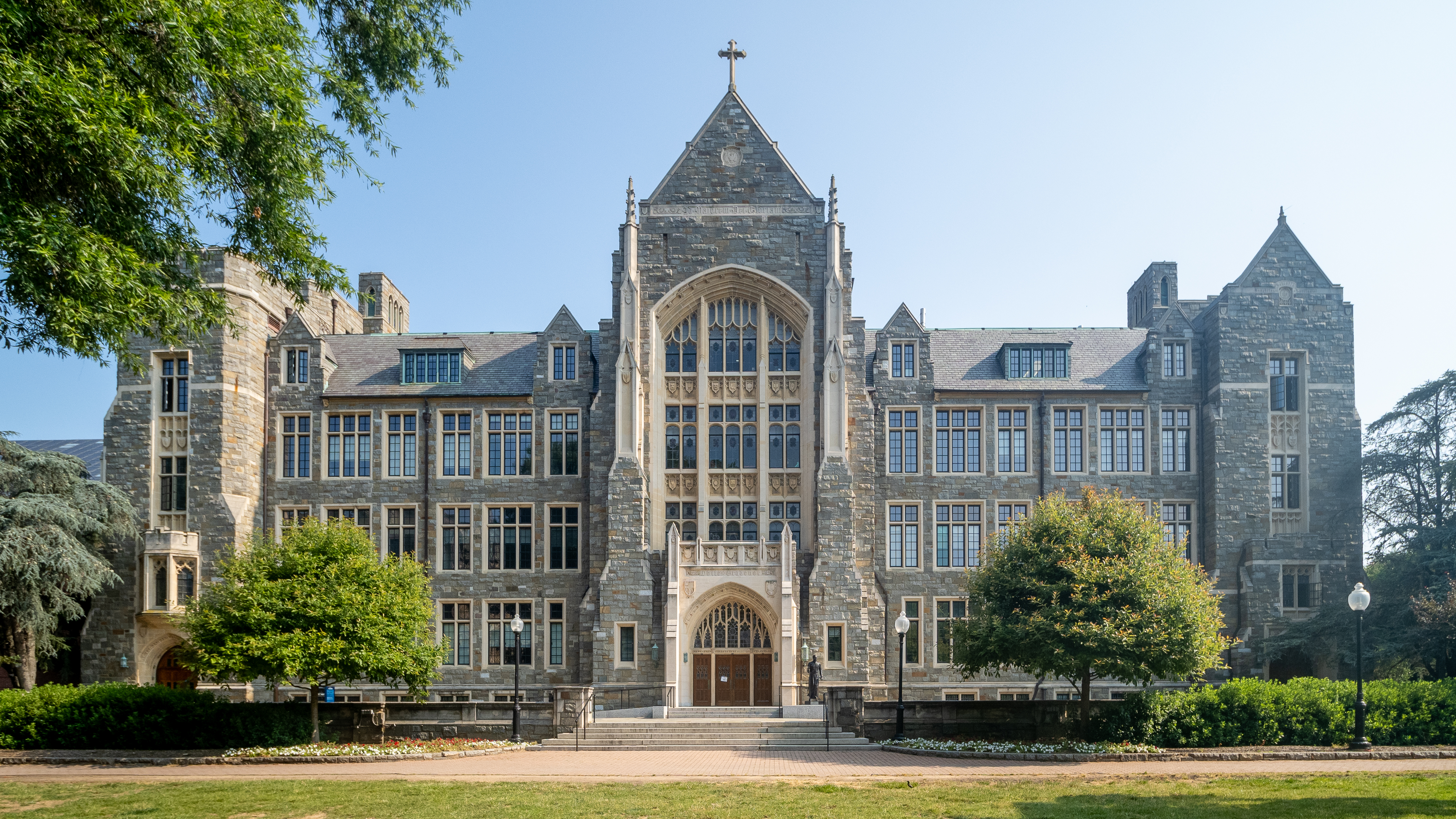
White-Gravenor Hall alberga la Oficina de Admisiones de Pregrado

Los programas de maestría y doctorado se ofrecen a través de la Escuela de Posgrado de Artes y Ciencias, el Law Center, la Escuela de Medicina, la Escuela McCourt de Políticas Públicas y la Escuela de Estudios Continuos. Los estudiantes de maestría ocasionalmente comparten algunos seminarios avanzados con los de pregrado, y la mayoría de las escuelas de licenciatura ofrecen programas combinados que permiten obtener una maestría en un tiempo reducido tras completar el grado de pregrado. La Escuela McDonough de Negocios y la Escuela Edmund A. Walsh de Servicio Exterior también ofrecen programas de maestría. La Escuela de Servicio Exterior es reconocida por sus programas académicos en asuntos internacionales. Además, el Center for Contemporary Arab Studies ofrece un programa de Master’s of Arab Studies, así como certificaciones especializadas.
Cada escuela de posgrado ofrece al menos un programa de doble titulación con otra escuela de posgrado. Además, el Law Center ofrece un programa conjunto con la Johns Hopkins Bloomberg School of Public Health. La Escuela de Estudios Continuos incluye el Center for Continuing and Professional Education y ofrece cuatro tipos de programas de grado, más de treinta certificaciones profesionales y cursos sin titulación, además de programas de licenciatura y posgrado en Liberal Studies y cursos de verano para estudiantes de pregrado, posgrado y secundaria. La Escuela de Odontología cerró en 1990 tras 89 años de operación.

### Clasificaciones y admisiones
Georgetown es considerada una universidad "altamente selectiva" por U.S. News & World Report. Para la clase de 2025, la universidad recibió 27 650 solicitudes y admitió solo el 11.7 % de los aspirantes. A partir de 2024, las tasas de admisión de sus escuelas de posgrado son del 2.8 % para la Escuela de Medicina, 12.9 % para el Law Center, 25 % para el Master of Science in Foreign Service (MSFS), y 35 % para el programa de MBA.
En un estudio de 2004 del National Bureau of Economic Research sobre preferencias de universidades en Estados Unidos, Georgetown ocupó el puesto 16 como la opción más preferida.
En 2024, Foreign Policy clasificó los programas de maestría y licenciatura en relaciones internacionales de la Escuela de Servicio Exterior como los mejores del mundo. Asimismo, la clasificación de Niche posicionó a sus programas de pregrado como los mejores en Estados Unidos en asuntos internacionales.
La Escuela McCourt de Políticas Públicas se ubicó en el cuarto lugar mundial en estudios de política y administración global, según U.S. News & World Report. En la misma clasificación, la Escuela de Medicina ocupó el puesto 44 en investigación médica y el 87 en atención primaria, mientras que la Escuela McDonough de Negocios fue clasificada en el puesto 24 en programas de MBA y el 14 en programas de pregrado. En 2024, Poets & Quants posicionó los programas de negocios de pregrado de Georgetown en el tercer lugar a nivel nacional. El Georgetown University Law Center ocupó el puesto 14 en Estados Unidos y el 12 a nivel mundial, además de ser clasificado en primer lugar en formación clínica y derecho a tiempo parcial, segundo en derecho fiscal, tercero en derecho internacional, quinto en derecho penal, séptimo en derecho de salud, noveno en derecho constitucional y décimo en derecho ambiental.

### Docentes

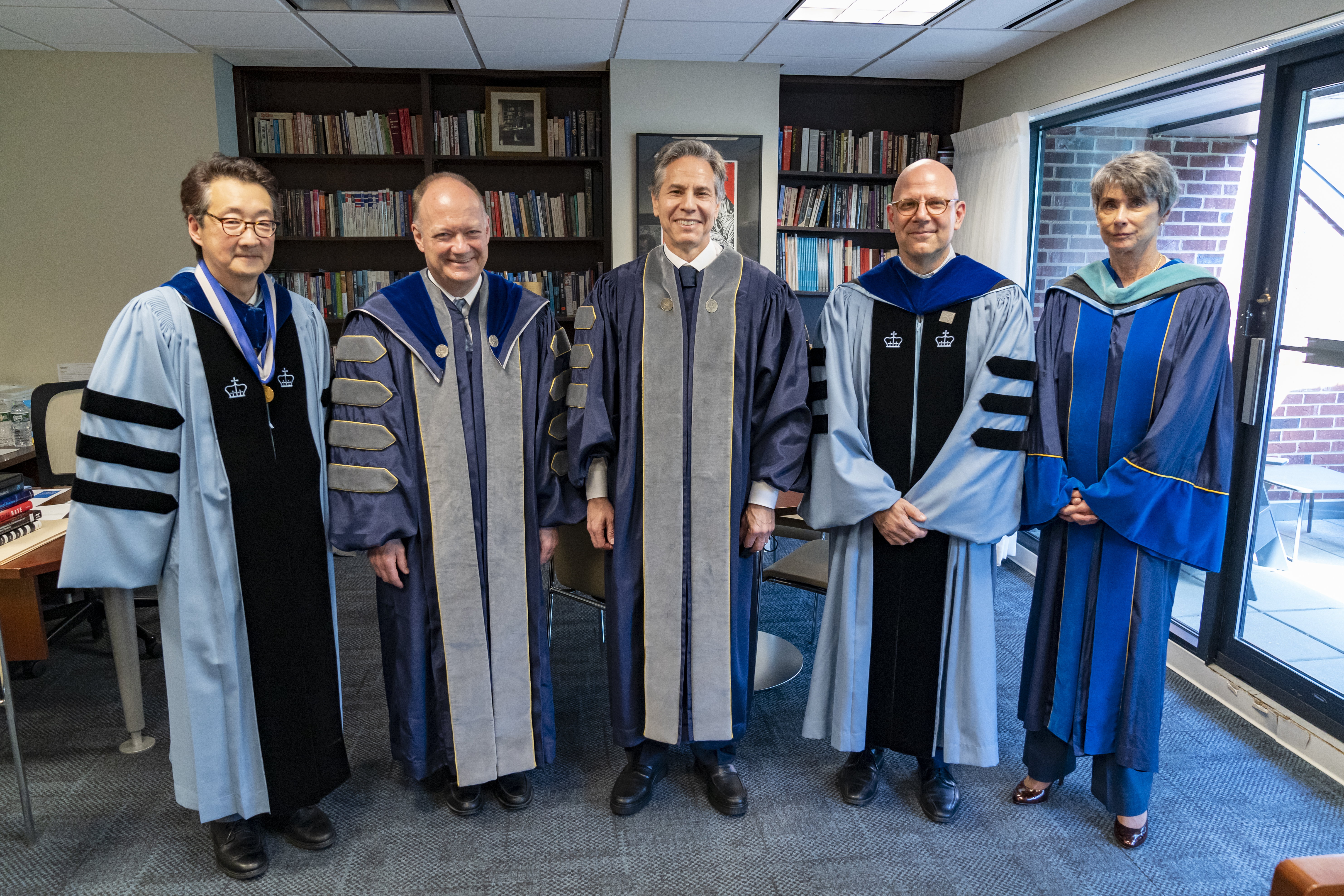
Antony Blinken, el Secretario de Estado de los Estados Unidos, se reúne con profesores de Georgetown antes de las ceremonias de graduación

Muchos expolíticos eligen enseñar en Georgetown, incluidos los ex secretarios de Estado Madeleine Albright y Henry Kissinger, la exembajadora de los Estados Unidos ante las Naciones Unidas Jeane Kirkpatrick, el administrador de la Agencia de los Estados Unidos para el Desarrollo Internacional Andrew Natsios, el asesor de seguridad nacional Anthony Lake y el director de la CIA George Tenet. Los exjueces de la Corte Suprema William J. Brennan, Jr., Antonin Scalia y John Roberts han enseñado en la universidad. A nivel internacional, la escuela atrae a exembajadores y jefes de Estado, incluidos el ex primer ministro de España José María Aznar, el embajador saudita príncipe Turki Al-Faisal, la presidenta Laura Chinchilla de Costa Rica y el presidente de Colombia Álvaro Uribe.

## Deportes

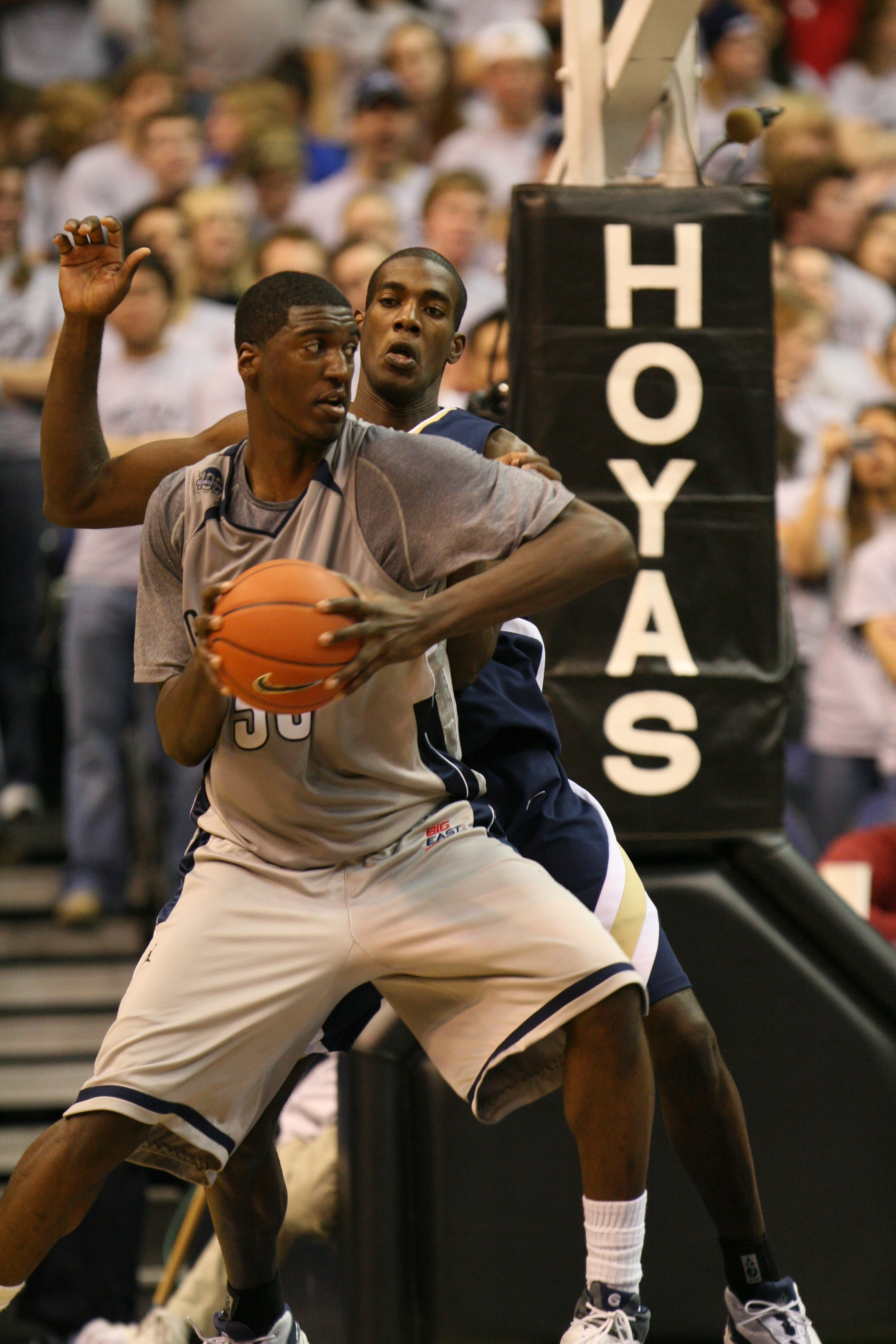
Los jugadores de baloncesto de Georgetown, incluidos Roy Hibbert, fotografiado en diciembre de 2006, han llevado a los Hoyas a ganar ocho campeonatos de la Big East Conference

Georgetown cuenta con 23 equipos deportivos universitarios y 23 equipos deportivos de clubes adicionales. Los equipos universitarios de la universidad participan en la División I de la NCAA. La escuela compite en la Big East Conference en la mayoría de los deportes, con algunas excepciones, como el equipo de fútbol americano, que compite en la Patriot League de la División I FCS, el equipo de vela, que compite en la Asociación Intercolegial de Vela del Atlántico Medio y los equipos de remo, que compiten en la Asociación Oriental de Remo Universitario.
En marzo de 2002, U.S. News & World Report incluyó el programa atlético de Georgetown entre los 20 mejores del país. Los atletas estudiantes de Georgetown tienen una tasa de éxito de graduación del 94 %, y más de 100 han continuado sus carreras en algún nivel del deporte profesional.
Los equipos de la universidad son conocidos como los "Hoyas", un nombre que surgió antes de 1893, cuando los estudiantes inventaron el cántico en griego y latín mixto "Hoya Saxa", que se traduce aproximadamente como "¡Qué rocas!" o "¡Tales rocas!". El equipo de béisbol de la escuela, entonces llamado los "Stonewalls", se fundó en 1870, y el equipo de fútbol americano comenzó en 1874; el cántico probablemente hacía referencia a uno de estos equipos. Para la década de 1920, el término "Hoyas" se utilizaba para describir a diversos grupos en el campus, y en 1928, los cronistas deportivos del campus comenzaron a usarlo en lugar del nombre anterior del equipo, los "Hilltoppers".

## Gente

### Resultados de empleo y graduación
Aproximadamente el 73 % de los graduados ingresan al mercado laboral inmediatamente después de completar sus estudios, aunque muchos optan por continuar con estudios avanzados en derecho, medicina, negocios y otras disciplinas. Los exalumnos de Georgetown que prosiguen estudios de posgrado han sido beneficiarios de 32 becas Rhodes, 46 becas Marshall, 33 becas Truman, 15 becas Mitchell y 12 becas Gates Cambridge. La universidad se encuentra entre las principales instituciones del país en cuanto a producción de becarios Fulbright, con un total histórico de 565, y ha generado más que cualquier otra institución en los años 2020, 2021, 2023 y 2024. Asimismo, se ubicó entre las diez principales instituciones estadounidenses por número anual de voluntarios del Cuerpo de Paz en 2016. Georgetown también figura entre las diez universidades de los Estados Unidos con mayores ingresos medianos para sus graduados. Los egresados de la Escuela McDonough de Negocios registran los salarios iniciales más altos, con un promedio de $100.859; mientras que el salario inicial medio de los exalumnos de Georgetown en general asciende a $87.100 y el salario medio a mitad de carrera alcanza los $179.300, según datos correspondientes a 2023–2024.

### Exalumnos y profesores notables
Bill Clinton, 42.º presidente de los Estados Unidos, se graduó en 1968 de la Escuela de Servicio Exterior. Entre los exfuncionarios del gabinete de los Estados Unidos se encuentran el 59.º secretario de Estado y excomandante supremo aliado en Europa, el general Alexander Haig; el 22.º secretario de Defensa y exdirector de la CIA, Robert Gates; el 5.º secretario de Seguridad Nacional y general retirado del Cuerpo de Marines, John F. Kelly; y el 76.º secretario del Tesoro, Jack Lew. Otros funcionarios de nivel ministerial y altos cargos del poder ejecutivo incluyen a la exdirectora de Inteligencia Nacional, Avril Haines; al exdirector de la CIA, George Tenet; al 16.º presidente de la Reserva Federal, Jerome Powell; a la directora general del Servicio Exterior, Marcia Bernicat; y a siete jefes de gabinete de la Casa Blanca, entre ellos Ron Klain, Denis McDonough y John Podesta. El expresidente del Banco Mundial, David Malpass y el exdirector de la CIA, el general David Petraeus, están afiliados a la Escuela de Servicio Exterior, donde realizaron becas académicas. Entre los exalumnos notables que no finalizaron sus estudios se encuentran el 36.º presidente, Lyndon B. Johnson y el 13.º y 21.º secretario de Defensa, Donald Rumsfeld, ambos de los cuales cursaron estudios de derecho en la Facultad de Derecho de la Universidad de Georgetown sin llegar a obtener un título.
Además de ocupar altos cargos diplomáticos, los exalumnos de Georgetown han participado en eventos históricos significativos del siglo XX. Jan Karski, exalumno y miembro del profesorado durante muchos años, fue combatiente de la resistencia durante la Segunda Guerra Mundial y mensajero del gobierno polaco en el exilio, siendo uno de los primeros en revelar al mundo las atrocidades del Holocausto. Edmund A. Walsh, exalumno, jesuita, diplomático de carrera y fundador de la Escuela de Servicio Exterior, también desempeñó un papel en las investigaciones de los juicios de Núremberg y en los crímenes de guerra soviéticos.
En el 119.º Congreso de los Estados Unidos, los exalumnos Hakeem Jeffries, John Barrasso y Dick Durbin ocupan cargos de liderazgo en sus respectivos partidos, formando parte de un total de siete exalumnos en el Senado y 21 exalumnos y profesores en la Cámara de Representantes. En total, 116 exalumnos han servido en el Congreso y 26 han sido gobernadores estatales, entre ellos Terry McAuliffe y Pat Quinn. En la Corte Suprema de los Estados Unidos, los exalumnos incluyen al fallecido juez asociado Antonin Scalia y al expresidente del tribunal Edward Douglass White. El exalumno y exprocurador general de los Estados Unidos Paul Clement mantiene su vínculo con la universidad como miembro de las facultades de derecho y gobierno.
El Hoya Battalion, el programa ROTC del Ejército de la universidad, fue clasificado como el mejor del país en 2012 por su preparación de cadetes para el servicio militar, y sus graduados, como el exjefe del Estado Mayor del Ejército de los Estados Unidos George W. Casey Jr., han servido en todos los rangos, incluyendo el de general de cuatro estrellas. Entre los exalumnos de Georgetown se encuentran al menos 23 oficiales ascendidos al rango de general o almirante en las fuerzas armadas conjuntas, entre ellos el presidente del Estado Mayor Conjunto, el general Joseph Dunford y el excomandante supremo aliado de la OTAN, el general John J. Sheehan.
Doce jefes de Estado y de gobierno extranjeros se han graduado de Georgetown, entre ellos el rey Felipe VI de España, el rey Abdalá II de Jordania los presidentes Alfonso López Michelsen e Iván Duque de Colombia, Galo Plaza de Ecuador, Ricardo Arias de Panamá, Alfredo Cristiani de El Salvador, Laura Chinchilla de Costa Rica, Gloria Macapagal-Arroyo de Filipinas, el primer ministro del Líbano Saad Hariri, el primer ministro de Portugal y presidente de la Comisión Europea José Manuel Barroso y el miembro de la Presidencia de Bosnia y Herzegovina Željko Komšić.
En el ámbito empresarial, los exalumnos multimillonarios de Georgetown incluyen al desarrollador inmobiliario y propietario de equipos deportivos Frank McCourt, al empresario deportivo Ted Leonsis, al inversionista de capital de riesgo Chris Sacca, al heredero de Ipsen Henri Beaufour, al inversionista en capital privado Antonio Gracias, al heredero sueco Marcus Wallenberg, al fundador de Kroll Inc. Jules Kroll, al financiero de Hong Kong Eric Hotung y al fundador de MBNA Charles Cawley. Otros exalumnos destacados en el mundo de los negocios incluyen a Mary Callahan Erdoes, ejecutiva de JPMorgan Chase; Ann Sarnoff, ex directora ejecutiva de Warner Bros.; el inversionista Paul Pelosi; y los ejecutivos Laurence Tosi, Gary Perlin, David Wehner, Patricia Russo y Charles Prince.
Los exalumnos de Georgetown en el ámbito del periodismo han recibido premios como el Pulitzer, el Premio Edward R. Murrow y los Premios Peabody por su labor periodística. Los ganadores del Premio Pulitzer incluyen a Walter Pincus, John Bersia y Megan Twohey. Joan Biskupic fue finalista del Premio Pulitzer por su cobertura de la Corte Suprema.
Los exalumnos en las artes incluyen al guionista y novelista ganador del Premio de la Academia William Peter Blatty, cuya novela El exorcista y su adaptación cinematográfica están ambientadas en el campus de Georgetown, donde se rodó la película. El cineasta Bradley Cooper ha sido nominado a 12 Premios de la Academia como productor, guionista y actor. El guionista Jonathan Nolan es conocido por las películas Interstellar y The Dark Knight, así como por Memento, nominada al Premio de la Academia. Otros exalumnos nominados al Premio de la Academia incluyen al ganador del Globo de Oro Andrew Morrison y al escritor y director RaMell Ross. Los exalumnos ganadores del Premio Tony incluyen a John Guare y Jack Hofsiss.